# Catalysts
Catalysts — щомісячний рецензований науковий журнал із відкритим доступом, який присвячений каталізаторам та каталітичним реакціям. Журнал засновано в 2013 році, він видається MDPI. Журнал співпрацює зі Швейцарським хімічним товариством. Головний редактор — Кейт Хон (Університет штату Канзас).

## Реферування та індексування
Журнал реферується та індексується:
- Chemical Abstracts Service[4]
- Current Contents/Physical, Chemical & Earth Sciences[5]
- EBSCO databases
- Inspec[6]
- METADEX
- Polymer Library
- ProQuest databases
- Science Citation Index Expanded[5]
- Scopus[7]

Відповідно до Journal Citation Reports, імпакт-фактор журналу на 2020 рік становить 4,146.